# Gracixalus medogensis
Gracixalus medogensis é uma espécie de anfíbio da família Rhacophoridae. Endêmica da China.
Os seus habitats naturais são: regiões subtropicais ou tropicais húmidas de alta altitude e lagos de água doce.